# Alberto Hurtado
Alberto Hurtado, nome completo Luis Alberto Hurtado Cruchaga (Viña del Mar, 22 gennaio 1901 – Santiago del Cile, 18 agosto 1952), è stato un gesuita cileno.
Impegnato nell'attività sociale e scrittore, fu il fondatore del movimento Hogar de Cristo ("Ricetto di Cristo"). È stato canonizzato il 23 ottobre 2005 da papa Benedetto XVI, divenendo il secondo santo del Cile.

## Biografia

### Formazione religiosa e accademica
Suo padre morì quando aveva solo quattro anni e questo portò la sua famiglia vicino al tracollo finanziario. Grazie a generose borse di studio riuscì a studiare nella scuola dei Gesuiti di San Ignacio a Santiago (1909-17). Dal 1918 al 1923, frequentò la Pontificia Università Cattolica del Cile, studiò giurisprudenza e discusse una tesi sul diritto del lavoro. Invece di iniziare la carriera di avvocato, Hurtado entrò nel noviziato della Compagnia di Gesù nel 1923, studiò filosofia e teologia a Barcellona, in Spagna (da dove fu espulso con i compagni spagnoli nel 1932) e completò gli studi teologici a Lovanio, in Belgio (1932-34) dove fu ordinato sacerdote il 24 agosto 1933. Oltre agli studi teologici egli conseguì il dottorato in psicologia e pedagogia all'Università Cattolica di Lovanio.

### Vita e lavoro

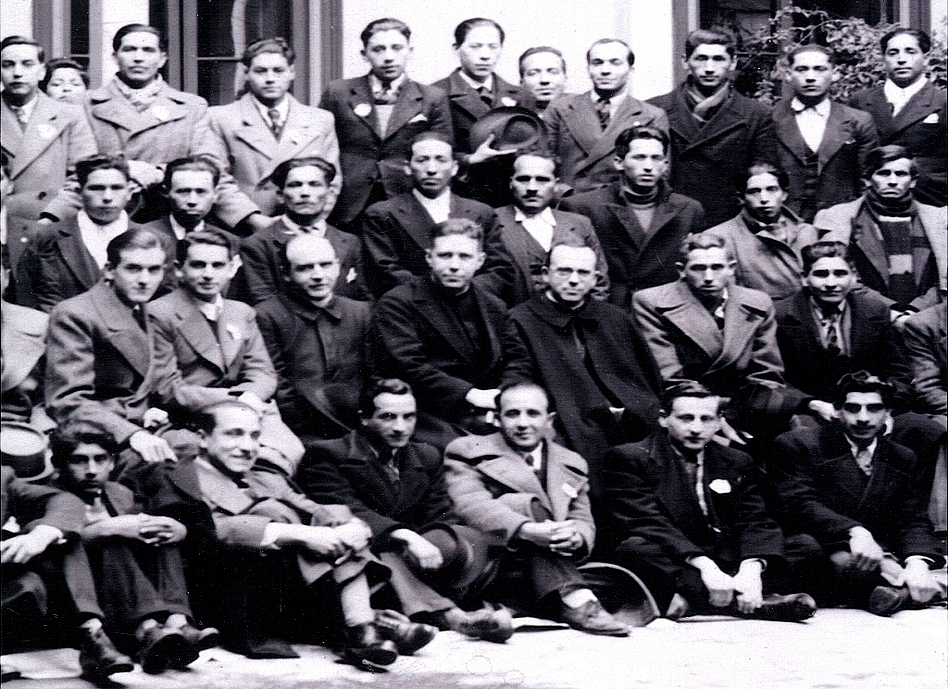
Gruppo di giovani a un ritiro spirituale con il padre Hurtado a Valparaíso (1937).

Fin dall'inizio dei suoi studi sul diritto del lavoro, prima di diventare gesuita, Hurtado ebbe nella sua testa e nel suo cuore la predisposizione ad affrontare i problemi e le questioni sociali. Prima di rientrare in Cile nel 1936, visitò scuole e centri sociali in Germania, Francia, Belgio e Paesi Bassi. Il ministero di Hurtado incluse la pastorale ai cileni poveri, specialmente giovani. Fu professore di religione e, più tardi, istruì i futuri insegnanti della Pontificia Università Cattolica del Cile. Anche la formazione spirituale era importante: era sua abitudine dare regolarmente dei ritiri in accordo con gli Esercizi spirituali (di Ignazio di Loyola) ed aiutò molte persone a scoprire la loro vocazione al servizio di Cristo.

### Apostolato Sociale
Nel 1940 fu nominato direttore diocesano del movimento giovanile dell'Azione Cattolica e l'anno seguente ne divenne il Direttore Nazionale (1941-44). Quello stesso anno, nel 1941, il pensiero di Hurtado, orientato verso la sociologia, lo portò a scrivere il libro ¿Es Chile un pais católico?. Il libro, nel rivelare alcune scioccanti realtà, suscitò una tempesta tra i cattolici conservatori cileni. Fu un intellettuale ma non un accademico. Tenendo presenti le proprie origini, e sempre grato per l'aiuto che lui e la sua famiglia avevano ricevuto quando erano in grandi difficoltà, Hurtado fu condotto a partecipare attivamente alla vita sociale. La sua forte fede fu trasformata in azione. Fondò un'organizzazione simile all'attuale Girls and Boys Town negli Stati Uniti. I suoi ostelli, chiamati hogares de Cristo accolsero bambini affamati e senza casa, sia abbandonati che no; egli comprò un vecchio furgone e di notte andava per le strade a soccorrere quanti si trovavano in difficoltà. Il suo carisma gli portò collaboratori e benefattori: il movimento raggiunse un grande successo. Gli ostelli si moltiplicarono in tutto il paese; è stato stimato che tra il 1945 ed il 1951 il suo movimento abbia aiutato più di 850.000 bambini.

### Movimento operaio e dottrina sociale della Chiesa

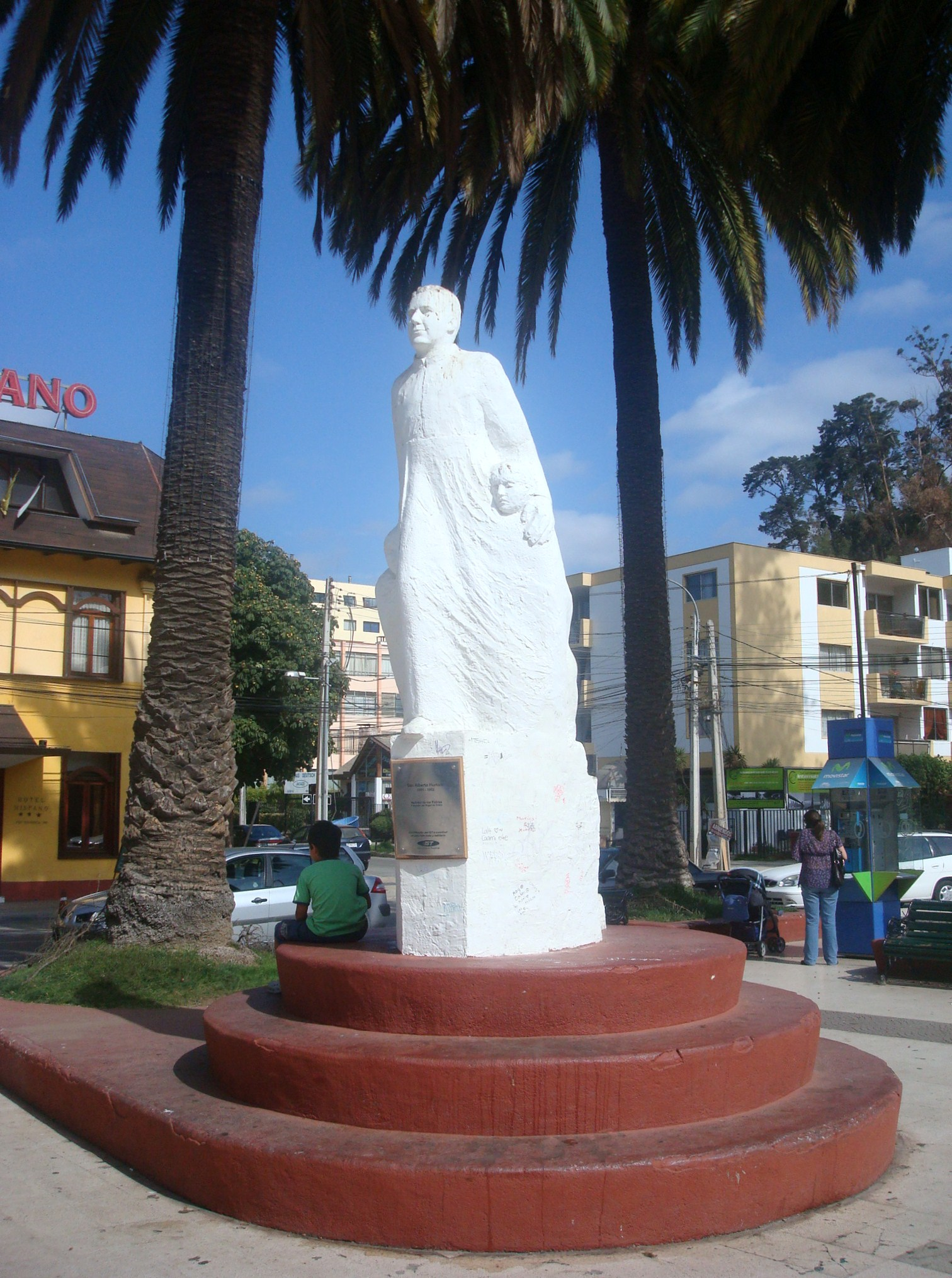
Alberto Hurtado. Monumento dedicatogli nella città natale di Viña del Mar, in Piazza Eduardo Grove

Nel 1947 Hurtado entrò nel movimento operaio come guida spirituale dei lavoratori cileni. Ispirato dalla dottrina sociale della Chiesa fondò l'Associazione Sindacale cilena, intenzionato ad istruire i capi ed infondere i valori nell'unione operaia del suo paese. Scrisse per loro, i tre libri Umanismo social (1947) L'ordine social cristiano (1947) e Trade Unions (1950). Per diffondere l'insegnamento sociale della Chiesa ed aiutare i cristiani a riflettere ed interagire sui seri problemi sociali presenti nel Paese, fondò nel 1951 il periodico chiamato Mensaje. Lui stesso pubblicò numerosi articoli e libri sul lavoro in relazione alla fede cattolica.

### Morte prematura
Hurtado, profondamente spirituale, si impegnò nel suo lavoro con gli operai ed i giovani, unendo riflessioni intellettuali ed azioni pratiche. Ottimista e socievole, aveva una personalità che sapeva portare molte persone a Cristo e alla Chiesa.
Un giorno, nel 1952, padre Hurtado fu colpito da forti dolori e corse in ospedale. Gli fu diagnosticato un cancro al pancreas. Giorno per giorno i mezzi d'informazione tennero informato il Paese, sullo stato di salute di padre Hurtado: prima di morire era già un eroe nazionale. Dopo una breve battaglia con la malattia, morì in Santiago.

## Beatificazione e canonizzazione
Padre Hurtado fu beatificato il 16 ottobre 1994, da papa Giovanni Paolo II e canonizzato da papa Benedetto XVI il 23 ottobre 2005. Sant'Alberto fu uno dei primi ad essere elevato alla santità durante il pontificato di Benedetto XVI; era anche il secondo santo cileno dopo santa Teresa di Los Andes.
La sua memoria liturgica ricorre il 18 agosto.